# Ramsey County (Minnesota)
Ramsey County County je okres ve státě Minnesota ve Spojených státech amerických. K roku 2016 zde žilo odhadem 540 649 obyvatel. Správním městem a zároveň největším sídlem okresu je Saint Paul. Celková rozloha okresu činí 440 km².

## Historie
Okres byl ustanoven 27. října 1849. Jméno získal podle amerického politika a prvního guvernéra Minnesotského teritoria Alexandera Ramseyho.

## Sousední okresy
| Růžice kompasu |                 | Anoka County              |                   | Růžice kompasu |
| Růžice kompasu | Hennepin County | Sever                     | Washington County | Růžice kompasu |
| Růžice kompasu | Hennepin County | Ramsey County (Minnesota) | Washington County | Růžice kompasu |
| Růžice kompasu | Hennepin County | Jih                       | Washington County | Růžice kompasu |
| Růžice kompasu | Dakota County   |                           |                   | Růžice kompasu |